# Quand les cons sont braves
Pistes de Dernières Chansons
Méchante avec de jolis seins
Quand les cons sont braves est une chanson posthume de Georges Brassens interprétée par Jean Bertola dans l'album Dernières Chansons sorti en 1982. 

## Reprises
En 2005, la chanson est reprise par Maxime Le Forestier dans l'album Le Forestier chante Brassens. En janvier 2015, la version de Le Forestier est utilisée pour Charlie vivra, le spot de soutien à Charlie Hebdo par l'association Presse et Pluralisme et Reporters sans frontières à la suite de l'attentat contre Charlie Hebdo.